# 比洛烏西夫卡 (圖利欽區)
48°39′44″N 29°7′59″E / 48.66222°N 29.13306°E
比洛烏西夫卡（烏克蘭語：Білоусівка）是位於烏克蘭西南部文尼察州圖利欽區的村莊，始建於1971年，面積3.54平方公里，海拔高度196米，2023年人口545，人口密度每平方公里251人。